# Getal van Nusselt
Het getal van Nusselt is een dimensieloos getal. Het vertegenwoordigt de dimensieloze temperatuurgradiënt aan het oppervlak bij convectie. Het is dus een maat voor de hoeveelheid warmte die getransporteerd wordt door het oppervlak.
{\displaystyle Nu={\frac {hL}{k_{f}}}}
- {\displaystyle L} = karakteristieke lengte [m]
- {\displaystyle k_{f}} = thermische geleidbaarheid van het fluïdum (warmtegeleidingscoëfficiënt) [W K−1 m−1]
- {\displaystyle h} = warmteoverdrachtscoëfficiënt bij convectie [W K−1 m−2]

Het getal is genoemd naar Wilhelm Nußelt (1882-1957) een Duitse professor op het gebied van massa- en warmtetransport.
Archimedes ·
Atwood ·
Bagnold ·
Bejan ·
Biot ·
Bond ·
Brinkman ·
capillair getal ·
Cauchy ·
Damköhler ·
Darcy ·
Dean ·
Deborah ·
Eckert ·
Ekman ·
Eötvös ·
Euler ·
Froude ·
Galilei ·
Graetz ·
Grashof ·
Görtler ·
Hagen ·
Iribarren ·
Keulegan-Carpenter ·
Knudsen ·
Laplace ·
Lewis ·
Mach ·
Marangoni ·
Morton ·
Nusselt ·
Ohnesorge ·
Péclet ·
Prandtl ·
Rayleigh ·
Reynolds ·
Richardson ·
Roshko ·
Rossby ·
Rouse ·
Schmidt ·
Sherwood ·
Shields ·
Stanton ·
Stokes ·
Strouhal ·
Stuart ·
Suratman ·
Taylor ·
Ursell ·
Weber ·
Weissenberg ·
Womersley